# Melanaspis tenax
Melanaspis tenax är en insektsart som beskrevs av Mckenzie 1944. Melanaspis tenax ingår i släktet Melanaspis och familjen pansarsköldlöss. Inga underarter finns listade i Catalogue of Life.